# Sytuacja prawna i społeczna osób LGBT w Kirgistanie

## Prawo wobec kontaktów homoseksualnych
Lesbijki, geje, biseksualiści i transseksualiści (osoby LGBT) mogą się spotkać w Kirgistanie z trudnościami, których nie spotykają osoby nie-LGBT. Kontakty homoseksualne, zarówno kobiet, jak i mężczyzn, są legalne w tym kraju od 1998.

## Ochrona prawna przed dyskryminacją
Kirgiskie prawo nie gwarantuje żadnego zakazu dyskryminacji przez wzgląd na orientację seksualną.

## Uznanie związków tej samej płci
W kirgiskim ustawodawstwie nie istnieje żadna prawna forma uznania związków jednopłciowych. Nie ma również żadnych planów uregulowania tej kwestii.

## Adopcja dzieci przez pary jednopłciowe
Pary jednopłciowe nie mają w Kirgistanie prawa do adopcji dzieci – zarówno tych z domu dziecka, jak i tych, których jedna z osób jest rodzicem biologicznym.

## Ustawa zakazująca propagandy homoseksualizmu
W październiku 2014 roku w Kirgistanie pojawił się projekt nowego prawa, mającego na celu zakaz propagowania homoseksualizmu w przestrzeni publicznej, który wtedy przeszedł pierwsze czytanie w Parlamencie. Zdarzyło się to w czasie, gdy Republika Kirgiska wprowadzała w swoim kraju reformy konsultowane z Unią Europejską, mające zbliżyć ten kraj do zachodnich demokracji. Jednocześnie jednak, organizacje międzynarodowe zaniepokojone były kierowaniem się Kirgistanu do sojuszu ekonomicznego z Rosją (sfinalizowanego dołączeniem kraju do EES). Parlament Europejski, po debacie, przyjął rezolucję, która wzywała Kirgistan do odrzucenia tego prawa, oraz ONZ, do wydania opinii, czy nowe prawo jest zgodne z Prawami Człowieka. Organizacje międzynarodowe, zajmujące się ochroną praw społeczności LGBT, próbowały zachęcić administrację Barracka Obamy o poparcie w sprawie, jednak bezskutecznie. Tymczasem, w czerwcu 2015 roku Parlament przyjął prawo w drugim czytaniu i przekazał je prezydentowi Ałmazbekowi Atambajewowi do podpisu. Prawo to weszło w życie wraz z inną ustawą, pozwalającą władzy na traktowanie aktywistów LGBT, jako zagranicznych agentów.